# Maria Elisabetta d'Assia-Darmstadt
Maria Elisabetta d'Assia-Darmstadt (Darmstadt, 11 marzo 1656 – Römhild, 16 agosto 1715) fu una principessa di Assia-Darmstadt ed una duchessa consorte di Sassonia-Römhild.

## Biografia
Era figlia del langravio Luigi VI d'Assia-Darmstadt (1630-1678) e della sua prima moglie Maria Elisabetta (1634-1665), figlia del duca Federico III di Schleswig-Holstein-Gottorp.
Sposò a Darmstadt, il 1º marzo 1676, Enrico, in seguito duca di Sassonia-Römhild, che al momento del matrimonio governava insieme ai suoi sei fratelli il ducato di Sassonia-Gotha. A seguito della divisione del paese nel 1680, Enrico ottenne la Sassonia-Römhild, dove aveva risieduto dal 1676 nel castello di Glücksburg. Il duca amava molto sua moglie, che chiamava sempre "Marie Lies" e fece costruire in suo onore edifici di lusso, tra cui una casa a forma di grotta, detta "Delizia di Maria Elisabetta". La coppia non ebbe figli, ed Enrico morì nel 1710 lasciando enormi debiti. I suoi fratelli scatenarono una controversia per la successione sul suo ducato, che si risolse solo nel 1765. Maria Elisabetta sopravvisse al marito di cinque anni.

## Ascendenza
|                                         |                                         |                                              | Genitori                                       |  |  | Nonni |  |  | Bisnonni                     |  |  | Trisnonni                       |  |
|                                         |                                         |                                              |                                                |  |  |       |  |  | 8. Luigi V d'Assia-Darmstadt |  |  | 16. Giorgio I d'Assia-Darmstadt |  |
|                                         |                                         |                                              |                                                |  |  |       |  |  | 8. Luigi V d'Assia-Darmstadt |  |  | 16. Giorgio I d'Assia-Darmstadt |  |
|                                         |                                         | 17. Maddalena di Lippe                       |                                                |  |  |       |  |  | 8. Luigi V d'Assia-Darmstadt |  |  |                                 |  |
| 4. Giorgio II d'Assia-Darmstadt         |                                         |                                              |                                                |  |  |       |  |  | 8. Luigi V d'Assia-Darmstadt |  |  |                                 |  |
|                                         |                                         | 9. Maddalena di Brandeburgo                  | 18. Giovanni Giorgio di Brandeburgo            |  |  |       |  |  |                              |  |  |                                 |  |
|                                         |                                         | 9. Maddalena di Brandeburgo                  | 18. Giovanni Giorgio di Brandeburgo            |  |  |       |  |  |                              |  |  |                                 |  |
|                                         |                                         | 9. Maddalena di Brandeburgo                  | 19. Elisabetta di Anhalt-Zerbst                |  |  |       |  |  |                              |  |  |                                 |  |
| 2. Luigi VI d'Assia-Darmstadt           |                                         | 9. Maddalena di Brandeburgo                  |                                                |  |  |       |  |  |                              |  |  |                                 |  |
|                                         |                                         | 10. Giovanni Giorgio I di Sassonia           | 20. Cristiano I di Sassonia                    |  |  |       |  |  |                              |  |  |                                 |  |
|                                         |                                         | 10. Giovanni Giorgio I di Sassonia           | 20. Cristiano I di Sassonia                    |  |  |       |  |  |                              |  |  |                                 |  |
|                                         |                                         | 10. Giovanni Giorgio I di Sassonia           | 21. Sofia di Brandeburgo                       |  |  |       |  |  |                              |  |  |                                 |  |
| 5. Sofia Eleonora di Sassonia           |                                         | 10. Giovanni Giorgio I di Sassonia           |                                                |  |  |       |  |  |                              |  |  |                                 |  |
|                                         |                                         | 11. Maddalena Sibilla di Hohenzollern        | 22. Alberto Federico di Prussia                |  |  |       |  |  |                              |  |  |                                 |  |
|                                         |                                         | 11. Maddalena Sibilla di Hohenzollern        | 22. Alberto Federico di Prussia                |  |  |       |  |  |                              |  |  |                                 |  |
|                                         |                                         | 11. Maddalena Sibilla di Hohenzollern        | 23. Maria Eleonora di Jülich-Kleve-Berg        |  |  |       |  |  |                              |  |  |                                 |  |
| 1. Maria Elisabetta d'Assia-Darmstadt   |                                         | 11. Maddalena Sibilla di Hohenzollern        |                                                |  |  |       |  |  |                              |  |  |                                 |  |
|                                         | 12. Giovanni Adolfo di Holstein-Gottorp | 24. Adolfo di Holstein-Gottorp               |                                                |  |  |       |  |  |                              |  |  |                                 |  |
|                                         | 12. Giovanni Adolfo di Holstein-Gottorp | 24. Adolfo di Holstein-Gottorp               |                                                |  |  |       |  |  |                              |  |  |                                 |  |
|                                         | 12. Giovanni Adolfo di Holstein-Gottorp | 25. Cristina d'Assia                         |                                                |  |  |       |  |  |                              |  |  |                                 |  |
| 6. Federico III di Holstein-Gottorp     | 12. Giovanni Adolfo di Holstein-Gottorp |                                              |                                                |  |  |       |  |  |                              |  |  |                                 |  |
|                                         |                                         | 13. Augusta di Danimarca                     | 26. Federico II di Danimarca                   |  |  |       |  |  |                              |  |  |                                 |  |
|                                         |                                         | 13. Augusta di Danimarca                     | 26. Federico II di Danimarca                   |  |  |       |  |  |                              |  |  |                                 |  |
|                                         |                                         | 13. Augusta di Danimarca                     | 27. Sofia di Meclemburgo-Güstrow               |  |  |       |  |  |                              |  |  |                                 |  |
| 3. Maria Elisabetta di Holstein-Gottorp |                                         | 13. Augusta di Danimarca                     |                                                |  |  |       |  |  |                              |  |  |                                 |  |
|                                         |                                         | 14. Giovanni Giorgio I di Sassonia (= 10)    | 28. Cristiano I di Sassonia (= 20)             |  |  |       |  |  |                              |  |  |                                 |  |
|                                         |                                         | 14. Giovanni Giorgio I di Sassonia (= 10)    | 28. Cristiano I di Sassonia (= 20)             |  |  |       |  |  |                              |  |  |                                 |  |
|                                         |                                         | 14. Giovanni Giorgio I di Sassonia (= 10)    | 29. Sofia di Brandeburgo (= 21)                |  |  |       |  |  |                              |  |  |                                 |  |
| 7. Maria Elisabetta di Sassonia         |                                         | 14. Giovanni Giorgio I di Sassonia (= 10)    |                                                |  |  |       |  |  |                              |  |  |                                 |  |
|                                         |                                         | 15. Maddalena Sibilla di Hohenzollern (= 11) | 30. Alberto Federico di Prussia (= 22)         |  |  |       |  |  |                              |  |  |                                 |  |
|                                         |                                         | 15. Maddalena Sibilla di Hohenzollern (= 11) | 30. Alberto Federico di Prussia (= 22)         |  |  |       |  |  |                              |  |  |                                 |  |
|                                         |                                         | 15. Maddalena Sibilla di Hohenzollern (= 11) | 31. Maria Eleonora di Jülich-Kleve-Berg (= 23) |  |  |       |  |  |                              |  |  |                                 |  |
|                                         |                                         | 15. Maddalena Sibilla di Hohenzollern (= 11) |                                                |  |  |       |  |  |                              |  |  |                                 |  |